# Gunnar Lybeck
Gunnar Fredrik Lybeck, född 9 februari 1881 i Göteborg, död 20 november 1961 i Stockholm, var en svensk ingenjör, skulptör och tecknare.
Han var son till direktören Anders Fredrik Lybeck och Jenny Ericsson samt bror till Bertil Lybeck. Han utbildade sig till ingenjör och var verksam som sådan fram till 1930-talet. Åren 1904–1907 praktiserade han vid olika ingenjörsfirmor i USA och efter återkomsten till Sverige var han verkställande direktör för olika svenska maskinindustrier.
Lybeck studerade konst för Charles Despiau och Paul Cornet vid Maison Watteau i Paris 1930–1931 och reste därefter hem till Sverige och bedrev självstudier. Separat ställde han ut på Galleri Thurestams i Stockholm 1944 och han medverkade i samlingsutställningar med Sveriges allmänna konstförening. Hans konst består av krokiteckningar och ett stort antal porträttskulpturer varav en stor del är gjutna i brons. Bland hans noterbara porträtt märks de över fil.dr. Hugo Hammar, konstnären Yngve Berg och brodern Bertil Lybeck. Han är representerad vid Nationalmuseum. Lybeck avled av de skador han ådrog sig vid en trafikolycka i Stockholm.